# Albert Friedrich Speer
Albert Friedrich Speer (Dortmund, 1863. május 6. – Heidelberg, 1947. március 31.) német építész, Albert Speer édesapja.

## Élete
Berlini és müncheni tanulmányai után építészirodát alapított Mannheimban, amelyet 1892 és 1923 között vezetett. Épületei a neoklasszicizmus és a szecesszió stílusában készültek. A legtöbb munkája Mannheimban található.
Luise Máthilde Wilhelmine Hommellel kötött házasságából három fia született, köztük a hitleri Német Birodalom későbbi főépítésze, Albert Speer.
Conrad Hommel festőművész a sógora volt.

## Fordítás
- Ez a szócikk részben vagy egészben  az   Albert Friedrich Speer című angol Wikipédia-szócikk ezen változatának fordításán alapul.  Az eredeti cikk szerkesztőit annak laptörténete sorolja fel. Ez a jelzés csupán a megfogalmazás eredetét és a szerzői jogokat jelzi, nem szolgál a cikkben szereplő információk forrásmegjelöléseként.